# Kobieta-szpieg
Kobieta – szpieg – drugi studyjny album Kasi Klich.

## Lista utworów
1. „Pies ogrodnika”
2. „Kłam, ale mów do mnie ładnie”
3. „Cała jestem twoja”
4. „Co on ze mną miau...”
5. „Miewałam lepsze dni”
6. „Komedia pomyłek”
7. „Calvados”
8. „Zostań księciem”
9. „Zbędny balast”
10. „Nie daruję ci”
11. „Kobieta-szpieg”
12. „Kosmate myśli”
13. „Na początku”

## Sprzedaż
| Oficjalna Lista Sprzedaży OLiS |    |    |    |    |    |    |
| Tydzień                        | 01 | 02 | 03 | 04 | 05 | 06 |
| Pozycja                        | 31 | 31 | 45 | 47 | 42 | -  |